# هاينريش فريدريش أوتو هابيل
هاينريش فريدريش أوتو هابيل (بالألمانية: Otto Abel)‏ (و. 1824 – 1854 م) هو مختص في الدراسات القروسطية ‏، ومؤرخ ألماني، توفي في ليونبرغ، عن عمر يناهز 30 عاماً.

## التعليم
تعلم في جامعة توبنغن، وجامعة هايدلبرغ، وجامعة بون، وجامعة ينا.